# پایگاه هوایی فالون
پایگاه هوایی فالون (به انگلیسی: Naval Air Station Fallon) (به زبان بومی: Van Voorhis Field) یک فرودگاه نظامی با کد یاتا NFL است . این فرودگاه در کشور ایالات متحده آمریکا قرار دارد و در ارتفاع ۱۱۹۹ متری از سطح دریا واقع شده‌است.